# Camilla Bentivoglio

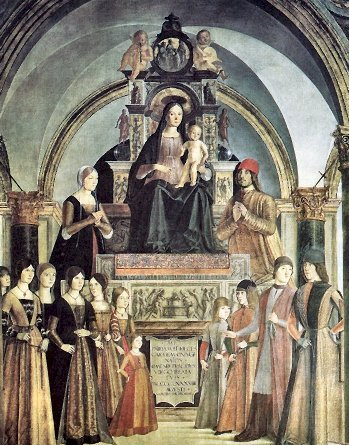
Pala Bentivoglio di Lorenzo Costa, Camilla fu figlia di Annibale, primo a destra in piedi, 1488.

Camilla Bentivoglio (Bologna, ... – 19 novembre 1529) è stata una nobildonna italiana.

## Biografia
Camilla (o Emilia) era figlia di Annibale II Bentivoglio, signore di Bologna e di Lucrezia d'Este, figlia naturale di Ercole I d'Este.
Sposò Pirro Gonzaga, secondogenito di Gianfrancesco Gonzaga e di Antonia del Balzo ed ebbero sette figli:
- Isabella (1521-1583), sposa di Rodolfo Gonzaga (m. 1553), signore di Poviglio e figlio di Gianfrancesco Gonzaga;
- Lucrezia (1522-1576), sposa di Gianpaolo Manfroni, nobile di Vicenza;
- Carlo (1523-1555), sposò Emilia Cauzzi Gonzaga;
- Ippolita, sposa del conte Brunoro di Thiene di Vicenza;[3]
- Camilla, monaca a Mantova;
- Emilia;
- Federico (1528-1570), secondo marchese di Gazzuolo.

## Ascendenza
|                                                   |                                                          |                                                | Genitori                                               |  |  | Nonni |  |  | Bisnonni                                   |  |  | Trisnonni                                      |  |
|                                                   |                                                          |                                                |                                                        |  |  |       |  |  | Annibale I Bentivoglio, signore di Bologna |  |  | Anton Galeazzo Bentivoglio, signore di Bologna |  |
|                                                   |                                                          |                                                |                                                        |  |  |       |  |  | Annibale I Bentivoglio, signore di Bologna |  |  | Anton Galeazzo Bentivoglio, signore di Bologna |  |
|                                                   |                                                          | Francesca Gozzadini                            |                                                        |  |  |       |  |  | Annibale I Bentivoglio, signore di Bologna |  |  |                                                |  |
| Giovanni II Bentivoglio, signore di Bologna       |                                                          |                                                |                                                        |  |  |       |  |  | Annibale I Bentivoglio, signore di Bologna |  |  |                                                |  |
|                                                   |                                                          | Donnina Visconti                               | Lancillotto Visconti, conte di Pagazzano e Gera d'Adda |  |  |       |  |  |                                            |  |  |                                                |  |
|                                                   |                                                          | Donnina Visconti                               | Lancillotto Visconti, conte di Pagazzano e Gera d'Adda |  |  |       |  |  |                                            |  |  |                                                |  |
|                                                   |                                                          | Donnina Visconti                               | …                                                      |  |  |       |  |  |                                            |  |  |                                                |  |
| Annibale II Bentivoglio, signore di Bologna       |                                                          | Donnina Visconti                               |                                                        |  |  |       |  |  |                                            |  |  |                                                |  |
|                                                   |                                                          | Alessandro Sforza, signore di Pesaro           | Giacomo "Muzio" Attendolo "Sforza", conte di Cotignola |  |  |       |  |  |                                            |  |  |                                                |  |
|                                                   |                                                          | Alessandro Sforza, signore di Pesaro           | Giacomo "Muzio" Attendolo "Sforza", conte di Cotignola |  |  |       |  |  |                                            |  |  |                                                |  |
|                                                   |                                                          | Alessandro Sforza, signore di Pesaro           | Lucia Terzani                                          |  |  |       |  |  |                                            |  |  |                                                |  |
| Ginevra Sforza                                    |                                                          | Alessandro Sforza, signore di Pesaro           |                                                        |  |  |       |  |  |                                            |  |  |                                                |  |
|                                                   |                                                          | …                                              | …                                                      |  |  |       |  |  |                                            |  |  |                                                |  |
|                                                   |                                                          | …                                              | …                                                      |  |  |       |  |  |                                            |  |  |                                                |  |
|                                                   |                                                          | …                                              | …                                                      |  |  |       |  |  |                                            |  |  |                                                |  |
| Camilla Bentivoglio                               |                                                          | …                                              |                                                        |  |  |       |  |  |                                            |  |  |                                                |  |
|                                                   | Niccolò III d'Este, marchese di Ferrara, Modena e Reggio | Alberto V d'Este, marchese di Ferrara e Modena |                                                        |  |  |       |  |  |                                            |  |  |                                                |  |
|                                                   | Niccolò III d'Este, marchese di Ferrara, Modena e Reggio | Alberto V d'Este, marchese di Ferrara e Modena |                                                        |  |  |       |  |  |                                            |  |  |                                                |  |
|                                                   | Niccolò III d'Este, marchese di Ferrara, Modena e Reggio | Isotta Albaresani                              |                                                        |  |  |       |  |  |                                            |  |  |                                                |  |
| Ercole I d'Este, duca di Ferrara, Modena e Reggio | Niccolò III d'Este, marchese di Ferrara, Modena e Reggio |                                                |                                                        |  |  |       |  |  |                                            |  |  |                                                |  |
|                                                   |                                                          | Ricciarda di Saluzzo                           | Tommaso III, marchese di Saluzzo                       |  |  |       |  |  |                                            |  |  |                                                |  |
|                                                   |                                                          | Ricciarda di Saluzzo                           | Tommaso III, marchese di Saluzzo                       |  |  |       |  |  |                                            |  |  |                                                |  |
|                                                   |                                                          | Ricciarda di Saluzzo                           | Margherita di Pierrepont                               |  |  |       |  |  |                                            |  |  |                                                |  |
| Lucrezia d'Este                                   |                                                          | Ricciarda di Saluzzo                           |                                                        |  |  |       |  |  |                                            |  |  |                                                |  |
|                                                   |                                                          | Giorgio Condolmieri                            | …                                                      |  |  |       |  |  |                                            |  |  |                                                |  |
|                                                   |                                                          | Giorgio Condolmieri                            | …                                                      |  |  |       |  |  |                                            |  |  |                                                |  |
|                                                   |                                                          | Giorgio Condolmieri                            | …                                                      |  |  |       |  |  |                                            |  |  |                                                |  |
| Ludovica Condolmieri                              |                                                          | Giorgio Condolmieri                            |                                                        |  |  |       |  |  |                                            |  |  |                                                |  |
|                                                   |                                                          | …                                              | …                                                      |  |  |       |  |  |                                            |  |  |                                                |  |
|                                                   |                                                          | …                                              | …                                                      |  |  |       |  |  |                                            |  |  |                                                |  |
|                                                   |                                                          | …                                              | …                                                      |  |  |       |  |  |                                            |  |  |                                                |  |
|                                                   |                                                          | …                                              |                                                        |  |  |       |  |  |                                            |  |  |                                                |  |